# Ana Hikari
Ana Hikari Takenaka Rosa (São Paulo, 21 de dezembro de 1994), é uma atriz brasileira. Ana foi a primeira atriz asiática a protagonizar uma novela da Rede Globo com Malhação: Viva a Diferença.

## Biografia
Filha do professor Almir Antônio Rosa, conhecido como Almir Almas, e da dentista Makiko Takenaka, Ana Hikari nasceu em São Paulo. No Instagram, em 2021 a atriz revelou que fez um teste de ancestralidade genética com a empresa Genera, o que confirmou sua ascendência miscigenada, sendo descendente de japoneses, africanos, judeus, indígenas, italianos, além de povos dos Bálcãs e da Escandinávia.  Ana assumiu ser bissexual numa live no Instagram em 2020.

## Carreira
Trabalha no teatro desde os 12 anos e estudou Artes Cênicas na Universidade de São Paulo (USP). Participou de muitas montagens de clássicos, como Tchekhov e Oswald de Andrade. Fez Essa Propriedade Está Condenada (de Tennessee Williams) com o Grupo Porta Emperrada e direção de Juliano Barone. Participou de performances nas viradas culturais de São Paulo e montagens como O Rei da Vela, Três Irmãs e Auto da Compadecida.  Faz parte de duas companhias: Caravana Suspiro e Núcleo Sem Querer de Tentativas Teatrais. Em 2017, interpreta a personagem Tina em Malhação: Viva a Diferença, sendo uma das protagonistas. A série, escrita por Cao Hamburger, foi produzida e transmitida pela Rede Globo de televisão, e em 2020 ganhou um spinoff, As Five, na qual Ana reprisou sua personagem da novela teen. Fez dois videoclipes, "Ela" (Wibe) e "Amarela" (Lina Tag).

## Filmografia

### Televisão
| Ano     | Título                     | Personagem                         | Notas                      |
| ------- | -------------------------- | ---------------------------------- | -------------------------- |
| 2017-18 | Malhação: Viva a Diferença | Cristina Yamada (Tina)             |                            |
| 2018    | Que Marravilha!            | Participante                       | Temporada 21               |
| 2020-24 | As Five                    | Cristina Yamada (Tina)             |                            |
| 2021-22 | Quanto Mais Vida, Melhor!  | Vanda Sato (Vandinha)              | [ 14 ]                     |
| 2022    | Novelei                    | Sandra da Silva Toledo (Sandrinha) | Episódio: "Torre de Babel" |
| 2023    | No Corre                   | Karen                              | Episódio: "Hoje É Seu Dia" |
| 2024    | Família É Tudo             | Camila Furtado Pereira (Mila)      |                            |
| 2024    | Body By Beth               | Luciene Tavares (Lu)               |                            |
| 2024    | Amor da Minha Vida         | Júlia Maia                         |                            |

### Cinema
| Ano  | Título  | Personagem | Notas          | Ref.   |
| ---- | ------- | ---------- | -------------- | ------ |
| 2013 | Batchan | Leila      | Curta-metragem | [ 19 ] |

### Videoclipe
| Ano  | Título    | Artista  |
| ---- | --------- | -------- |
| 2018 | "Ela"     | Wibe     |
| 2019 | "Amarela" | Lina Tag |